# Miraumont
Miraumont – francuska gmina i miejscowość w regionie Hauts-de-France w departamencie Somma.
Populacja gminy wynosi 696 mieszkańców (2011), powierzchnia – 13,96 km², gęstość zaludnienia – 50 osób na km².

## Historia
Miraumont było teatrem bitwy pod Bapaume w czasie wojny francusko-pruskiej.
Burmistrzem Miraumont jest René Delattre.

## Geografia
Miejscowość jest usytuowana na skrzyżowaniu dróg D107 oraz D50. Miraumont znajduje się około 27 kilometrów od miasta Amiens.

## Populacja
| 1962 | 1968 | 1975 | 1982 | 1990 | 1999 | 2006 | 2011 |
| ---- | ---- | ---- | ---- | ---- | ---- | ---- | ---- |
| 676  | 680  | 671  | 695  | 632  | 655  | 698  | 696  |